# Splitboard

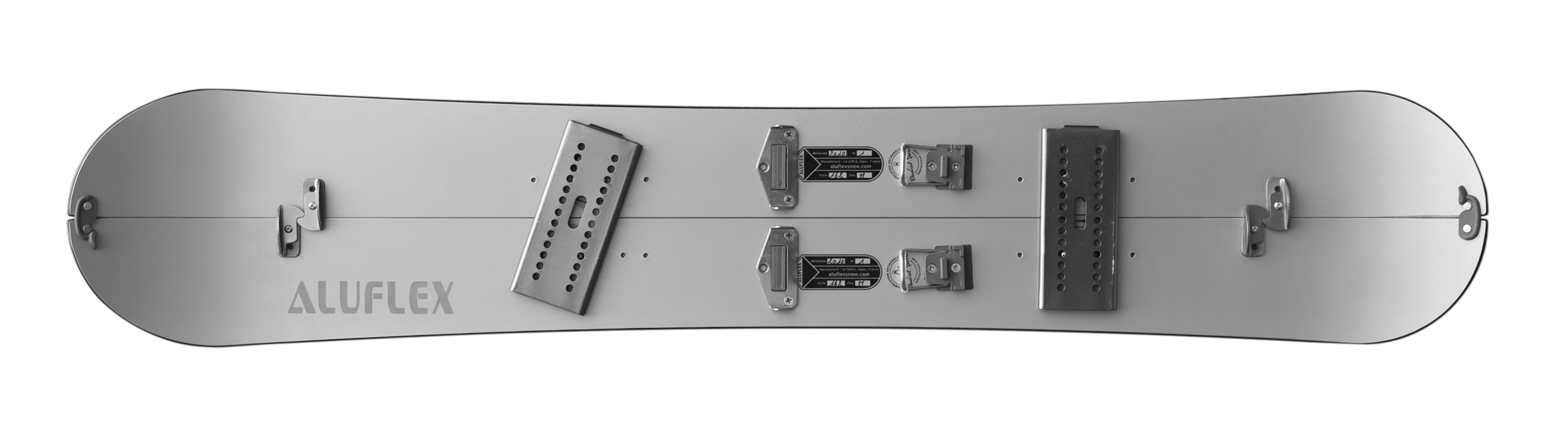
Splitboard połączony w jedną całość

Splitboard – rodzaj specjalnej deski snowboardowej, którą można podzielić na dwie narty. Rozwiązanie to ma na celu umożliwienie łatwego podchodzenia w kopnym śniegu pod górę i zjeżdżania na złączonej desce splitboardowej jak na snowboardzie.